# Мишнево (Калининский район)
Ми́шнево — деревня в Калининском районе Тверской области в составе Каблуковского сельского поселения.
Расположена в 28 км к востоку от Твери, в 1,5 км от деревни Лисицы на берегу Волги.
Население по переписи 2002 — 30 человек, 11 мужчин, 19 женщин.